# 후타지마역
후타지마역(일본어: 二島駅)은 일본 후쿠오카현 기타큐슈시 와카마쓰구에 위치한 규슈 여객철도 지쿠호 본선의 철도역이다. 상대식 승강장 2면 2선의 구조를 갖춘 지상역이다.

## 이용 현황
| 승차 인원 추이 | 승차 인원 추이 |
| 연도           | 1일 평균       |
| -------------- | -------------- |
| 2000           | 1,818          |
| 2001           | 1,685          |
| 2002           | 1,568          |
| 2003           | 1,481          |
| 2004           | 1,464          |
| 2005           | 1,397          |
| 2006           | 1,392          |
| 2007           | 1,369          |
| 2008           | 1,340          |
| 2009           | 1,308          |
| 2010           | 1,328          |
| 2011           | 1,351          |
| 2012           | 1,379          |
| 2013           | 1,407          |

## 역 주변
- 국도 제199호선
- 이온 와카마쓰 쇼핑센터
- 기타큐슈 시립 혼조 육상 경기장

## 역사
- 1899년 8월 5일 : 규슈 철도가 개설.
- 1907년 7월 1일 : 규슈 철도가 국유화되어 제국 철도청이 이관.
- 1987년 4월 1일 : 일본국유철도 분할 민영화에 의해, 규슈 여객철도가 승계.
- 2009년 3월 1일 : IC카드 스고카의 이용을 개시.

## 인접 역
| 지쿠호 본선              | 지쿠호 본선   | 지쿠호 본선      |
| ------------------------ | ------------- | ---------------- |
| 오쿠도카이 와카마쓰 방면 | ■ 와카마쓰 선 | 혼조 오리오 방면 |